# Alsodes valdiviensis
Alsodes valdiviensis là một loài ếch thuộc họ Leptodactylidae.
Đây là loài đặc hữu của Chile.
Môi trường sống tự nhiên của chúng là rừng ôn đới, sông ngòi, và đầm nước.